# PSA World Tour 2009/10
Die PSA World Tour 2009/10 umfasst alle Squashturniere der Herren-Saison 2009/10 der PSA World Tour. Sie begann am 1. August 2009 und endete am 31. Juli 2010. Die nach dem Monat sortierte Übersicht zeigt den Ort des Turniers an, dessen Namen, das ausgeschüttete Gesamtpreisgeld, sowie den Sieger des Turniers. In der abschließenden Tabelle werden sämtliche Turniersieger nach der Menge ihrer Titel aufgelistet. Dabei ist es nicht relevant, welche Wertigkeit die vom Spieler gewonnenen Turniere besaßen, auch wenn eine entsprechende Erfassung erfolgt.
In der Saison 2009/10 fanden insgesamt 127 Turniere statt. Das Gesamtpreisgeld betrug 3.111.875 US-Dollar.

## Tourinformationen

### Anzahl nach Turnierserie
| Turnierserie | WM 1 | Super S. 2 | 5 Star | 4 Star | 3 Star | 2 Star | 1 Star | Satellite |
| ------------ | ---- | ---------- | ------ | ------ | ------ | ------ | ------ | --------- |
| Anzahl       | 1    | 9          | 6      | 6      | 2      | 11     | 36     | 56        |
| Gesamt       | 1    | 9          | 61     | 61     | 61     | 61     | 61     | 56        |

 1 PSA Weltmeisterschaft

 2 PSA Super Series

## Turnierplan

### August
| Datum         | Ort             | Turnier                               | Preisgeld | Sieger           |
| ------------- | --------------- | ------------------------------------- | --------- | ---------------- |
| 05.08.–08.08. | Lima            | Tour de las Americas Peru Open 2009   | $ 6.000   | Rafael Alarçón   |
| 12.08.–15.08. | Kuala Lumpur    | NSC Series No. 8 (1 Star) 2009        | $ 10.000  | Nicolas Müller   |
| 13.08.–16.08. | Mount Maunganui | NZ Men’s Classic 2009                 | $ 10.000  | Campbell Grayson |
| 18.08.–22.08. | Odessa          | Zenit Black Sea Open 2009             | $ 10.000  | Simon Rösner     |
| 27.08.–30.08. | Bogotá          | XII Abierto Colombiano de Squash 2009 | $ 30.000  | David Palmer     |
| 31.08.–06.09. | Chicago         | US Open 2009                          | $ 52.500  | Amr Shabana      |

### September
| Datum         | Ort           | Turnier                                            | Preisgeld | Sieger              |
| ------------- | ------------- | -------------------------------------------------- | --------- | ------------------- |
| 01.09.–06.09. | Wolverhampton | Wolverhampton Open 2009                            | $ 20.000  | Jonathan Kemp       |
| 03.09.–06.09. | Quito         | Ecuador Squash Open 2009                           | $ 21.500  | Rafael Alarçón      |
| 08.09.–13.09. | Baltimore     | Merritt Properties Open 2009                       | $ 10.000  | Julian Illingworth  |
| 09.09.–12.09. | Chennai       | PSA Indian Challenger No.3 2009                    | $ 6.000   | Harinder Pal Sandhu |
| 10.09.–12.09. | Sannois       | PSA Super Satellite de Sannois 2009                | $ 6.000   | Mathieu Castagnet   |
| 10.09.–14.09. | Manchester    | British Open Squash Championships 2009             | $ 92.500  | Nick Matthew        |
| 19.09.–23.09. | Kairo         | Sky Open 2009                                      | $ 147.500 | Karim Darwish       |
| 28.09.–03.10. | Ontario       | The Nash Cup 2009                                  | $ 6.175   | Bernardo Samper     |
| 28.09.–03.10. | Barcelona     | XIII Trofeu Internacional Ciutat De Barcelona 2009 | $ 6.000   | Karim Abdel Gawad   |

### Oktober
| Datum         | Ort         | Turnier                                             | Preisgeld | Sieger            |
| ------------- | ----------- | --------------------------------------------------- | --------- | ----------------- |
| 01.10.–04.10. | Wallingford | Hithercroft Open 2009                               | $ 6.500   | Márk Krajcsák     |
| 07.10.–10.10. | Chennai     | PSA Indian Challenger No.4 2009                     | $ 10.000  | Ivan Yuen         |
| 12.10.–18.10. | Hongkong    | Cathay Pacific Gale Well Hong Kong Squash Open 2009 | $ 145.000 | Amr Shabana       |
| 19.10.–24.10. | Wien        | Austrian Squash Open 2009                           | $ 6.000   | Henrik Mustonen   |
| 20.10.–25.10. | Ontario     | Danone / Naya Niagara Classic 2009                  | $ 6.025   | Laurence Delasaux |
| 20.10.–25.10. | Madison     | Madison Open 2009                                   | $ 6.625   | Bernardo Samper   |
| 25.10.–31.10. | Goshen      | Goshen Open 2009                                    | $ 4.300   | Mike Corren       |
| 27.10.–01.11. | Shanghai    | Bailian New Era Mall China Open 2009                | $ 11.250  | Ryan Cuskelly     |

### November
| Datum         | Ort                    | Turnier                                                      | Preisgeld | Sieger                 |
| ------------- | ---------------------- | ------------------------------------------------------------ | --------- | ---------------------- |
| 01.11.–07.11. | Kuwait                 | Squash-Weltmeisterschaft 2009                                | $ 277.500 | Amr Shabana            |
| 04.11.–08.11. | Pittsburgh             | Pittsburgh Open 2009                                         | $ 6.000   | Joel Hinds             |
| 05.11.–08.11. | Ottawa                 | Goodlife Open 2009                                           | $ 6.000   | Mike Corren            |
| 09.11.–14.11. | London                 | Coronation London Open 2009                                  | $ 20.000  | Jonathan Kemp          |
| 09.11.–14.11. | Santiago de Compostela | Trofeo Concello De Santiago 2009                             | $ 41.250  | Peter Barker           |
| 10.11.–15.11. | Baltimore              | Baltimore Cup 2009                                           | $ 10.000  | Amr Swelim             |
| 10.11.–15.11. | Dublin                 | Leinster Open 2009                                           | $ 10.000  | Stephen Coppinger      |
| 18.11.–21.11. | Hongkong               | Chairman’s Cup 2009                                          | $ 6.000   | Max Lee                |
| 18.11.–21.11. | Chennai                | PSA Indian Challenger No.5 2009                              | $ 6.000   | Harinder Pal Sandhu    |
| 18.11.–22.11. | Rhode Island           | Rhode Island Open 2009                                       | $ 10.000  | Julian Illingworth     |
| 17.11.–22.11. | Santa Catarina         | Tour de las Americas Aberto Int. De Squash de Joinville 2009 | $ 10.000  | Miguel Ángel Rodríguez |
| 19.11.–22.11. | Saskatchewan           | Saskatoon Boast 2009                                         | $ 10.000  | Laurence Delasaux      |
| 19.11.–23.11. | Doha                   | Qatar Classic 2009                                           | $ 147.500 | Nick Matthew           |
| 20.11.–21.11. | Den Haag               | Kean Open 2009                                               | $ 6.000   | Dylan Bennett          |
| 24.11.–29.11. | Rotterdam              | Dutch Open Squash 2009                                       | $ 40.000  | Daryl Selby            |
| 25.11.–28.11. | Belo Horizonte         | Enjoy Squash Tour 2009                                       | $ 15.000  | Miguel Ángel Rodríguez |
| 26.11.–29.11. | Richmond               | BC Open 2009                                                 | $ 6.000   | Laurence Delasaux      |
| 27.11.–29.11. | Sankt Petersburg       | Saint-Petersburg Open 2009                                   | $ 3.000   | Omar Abdel Meguid      |
| 30.11.–05.12. | Turin                  | Turin Squash Open 2009                                       | $ 6.000   | Steven Finitsis        |

### Dezember
| Datum         | Ort                    | Turnier                                        | Preisgeld | Sieger            |
| ------------- | ---------------------- | ---------------------------------------------- | --------- | ----------------- |
| 01.12.–06.12. | Edmonton               | Edmonton Open 2009                             | $ 20.000  | Mohammed Abbas    |
| 02.12.–05.12. | Athen                  | Greek Open 2009                                | $ 3.750   | Karim Abdel Gawad |
| 02.12.–06.12. | Philadelphia           | Fairmount Open 2009                            | $ 6.000   | Gilly Lane        |
| 05.12.–10.12. | Mumbai                 | Punj Lloyd PSA Masters 2009                    | $ 152.500 | Ramy Ashour       |
| 08.12.–13.12. | Santa Cruz de Tenerife | Vx-Power Spanish Open 2009                     | $ 8.000   | Kashif Shuja      |
| 08.12.–13.12. | Boca Raton             | Betty Griffin Memorial Florida State Open 2009 | $ 6.000   | Bernardo Samper   |
| 09.12.–12.12. | Kuala Lumpur           | NSC Series No. 9 (1 Star) 2009                 | $ 10.000  | Nicolas Müller    |
| 11.12.–13.12. | Prag                   | Prince Prague Open 2009                        | $ 3.000   | Jan Koukal        |
| 11.12.–18.12. | al-Chubar              | Saudi International 2009                       | $ 250.000 | Ramy Ashour       |
| 16.12.–19.12. | Kuala Lumpur           | NSC Series No. 10 (1 Star) 2009                | $ 10.000  | Muhd Asyraf Azan  |
| 17.12.–20.12. | Palma                  | Trofeo Barcelo Resorts 2009                    | $ 10.000  | Simon Rösner      |
| 17.12.–20.12. | Bratislava             | Imet PSA Open 2009                             | $ 3.000   | Jan Koukal        |

### Januar
| Datum         | Ort             | Turnier                                                          | Preisgeld | Sieger                  |
| ------------- | --------------- | ---------------------------------------------------------------- | --------- | ----------------------- |
| 05.01.–10.01. | Los Angeles     | KIG Open 2010                                                    | $ 28.000  | Omar Mosaad             |
| 07.01.–10.01. | Tuckahoe        | Pyramid International 2010                                       | $ 10.000  | Mohammed Ali Anwar Reda |
| 09.01.–10.01. | Nîmes           | Open du Gard 2010                                                | $ 3.000   | Amr Khaled Khalifa      |
| 11.01.–16.01. | St. Louis       | Racquet Club Invitational 2010                                   | $ 15.000  | Omar Mosaad             |
| 11.01.–16.01. | Salt Lake City  | Zantrex-3 International Squash Championship 2010                 | $ 10.000  | César Salazar           |
| 14.01.–17.01. | North Vancouver | Comfort Inn 2010                                                 | $ 20.000  | Martin Knight           |
| 15.01.–17.01. | Hoofddorp       | Meersquashheroes Open 2010                                       | $ 3.000   | Piëdro Schweertman      |
| 19.01.–22.01. | Lahore          | PSO-Pakistan Circuit No.1 2010                                   | $ 12.000  | Mansoor Zaman           |
| 19.01.–24.01. | Calgary         | Talisman Energy Bankers Hall Club Pro-Am 2010                    | $ 10.000  | Arturo Salazar          |
| 20.01.–23.01. | Chennai         | PSA Indian Challenger No.6 2010                                  | $ 10.000  | Amr Khaled Khalifa      |
| 21.01.–24.01. | Brisbane        | Australia Day Challenge 2010                                     | $ 3.000   | Zac Alexander           |
| 22.01.–24.01. | Barcelona       | XII Open Internacional D’Squash Esportiu Rocafort-San Anton 2010 | $ 4.000   | Oriol Salvià            |
| 22.01.–28.01. | New York City   | J. P. Morgan Tournament of Champions 2010                        | $ 97.500  | James Willstrop         |
| 29.01.–01.02. | Detroit         | Motor City Open 2010                                             | $ 40.000  | Karim Darwish           |

### Februar
| Datum         | Ort       | Turnier                                       | Preisgeld | Sieger         |
| ------------- | --------- | --------------------------------------------- | --------- | -------------- |
| 01.02.–06.02. | Paris     | Capitol St-Cloud HEC Squash Open 2010         | $ 10.000  | Nicolas Müller |
| 02.02.–07.02. | Halifax   | Bluenose Squash Classic 2010                  | $ 40.000  | Thierry Lincou |
| 04.02.–07.02. | Linköping | Case Swedish Open 2010                        | $ 60.000  | Nick Matthew   |
| 08.02.–12.02. | Ontario   | Pepsi White Oaks Open 2010                    | $ 6.625   | Jan Koukal     |
| 09.02.–14.02. | Mikkeli   | Savcor Finnish Open 2010                      | $ 10.000  | Olli Tuominen  |
| 09.02.–14.02. | Bethesda  | National Capital Open 2010                    | $ 16.875  | Shahier Razik  |
| 20.02.–23.02. | Kisch     | 2nd Kish Persian Gulf Cup 2010                | $ 6.000   | Yann Perrin    |
| 21.02.–27.02. | Richmond  | North American Open 2010                      | $ 93.750  | Nick Matthew   |
| 24.02.–27.02. | Lima      | Tour de las Americas – Playa Blanca Open 2010 | $ 6.000   | Dylan Bennett  |

### März
| Datum         | Ort          | Turnier                                               | Preisgeld | Sieger             |
| ------------- | ------------ | ----------------------------------------------------- | --------- | ------------------ |
| 01.03.–06.03. | Montreal     | National Bank Financial Group International 2010      | $ 40.000  | Laurens Jan Anjema |
| 04.03.–07.03. | Salzburg     | Austrian Open 2010                                    | $ 3.750   | Ben Ford           |
| 04.03.–07.03. | Chennai      | Chennai Open 2010                                     | $ 25.000  | Ong Beng Hee       |
| 05.03.–07.03. | Teheran      | Norooz International 2010                             | $ 3.000   | Bader Al Hussaini  |
| 06.03.–07.03. | Barendrecht  | Q-Sourcing Trophy 2010                                | $ 3.000   | Piëdro Schweertman |
| 10.03.–14.03. | Herentals    | Belgium Open 2010                                     | $ 6.250   | Bradley Hindle     |
| 11.03.–14.03. | Winnipeg     | Winnipeg Building & Decorating Ltd Manitoba Open 2010 | $ 20.000  | Laurens Jan Anjema |
| 15.03.–20.03. | Calgary      | Calgary Winter Club Rocky Mountain Open 2010          | $ 30.750  | Daryl Selby        |
| 15.03.–20.03. | Kuala Lumpur | CIMB KL Open 2010                                     | $ 50.000  | Ramy Ashour        |
| 19.03.–21.03. | Genf         | 37th Swiss Open 2010                                  | $ 4.000   | Dylan Bennett      |
| 20.03.–26.03. | London       | ISS Canary Wharf Squash Classic 2010                  | $ 52.500  | Nick Matthew       |
| 23.03.–28.03. | Redwood City | Pacific Athletic Club Open 2010                       | $ 22.500  | Olli Tuominen      |
| 24.03.–27.03. | Amman        | Royal Jordanian Squash Open 2010                      | $ 3.000   | Mohamed Abouelghar |

### April
| Datum         | Ort                   | Turnier                                   | Preisgeld | Sieger                 |
| ------------- | --------------------- | ----------------------------------------- | --------- | ---------------------- |
| 01.04.–04.04. | Galway                | Paddy Whack Walsh West of Ireland 2010    | $ 8.000   | Alan Clyne             |
| 06.04.–11.04. | Williamstown          | Berkshire Open 2010                       | $ 25.000  | Stewart Boswell        |
| 11.04.–17.04. | Kairo                 | Heliopolis Rotary Squash Open 2010        | $ 42.500  | Grégory Gaultier       |
| 12.04.–17.04. | Kalkutta              | PSA Indian Challenger No.7 2010           | $ 50.000  | Mohamed Elshorbagy     |
| 14.04.–17.04. | Kuala Lumpur          | NSC Series No.1 (Satellite) 2010          | $ 3.000   | Kam Hing Choong        |
| 15.04.–18.04. | Greater Sudbury       | PSA Northern Ontario Championships 2010   | $ 10.000  | Jan Koukal             |
| 20.04.–25.04. | Asunción              | Tour de las Americas – Paraguay Open 2010 | $ 6.000   | Rafael Alarçón         |
| 20.04.–25.04. | Castellón de la Plana | PSA Magdalena Squash Open 2010            | $ 4.500   | Mazen Gamal            |
| 21.04.–24.04. | Rochester             | Rochester Proam 2010                      | $ 6.750   | Karim Abdel Gawad      |
| 29.04.–02.05. | Tortuguitas           | Tortugas Open 2010                        | $ 18.750  | Miguel Ángel Rodríguez |

### Mai
| Datum         | Ort                   | Turnier                                           | Preisgeld | Sieger            |
| ------------- | --------------------- | ------------------------------------------------- | --------- | ----------------- |
| 04.05.–09.05. | Bordeaux              | Internationaux de France 2010                     | $ 20.000  | Jonathan Kemp     |
| 06.05.–09.05. | Darwin                | Topend Open 2010                                  | $ 7.250   | Zac Alexander     |
| 11.05.–16.05. | Santa Catarina Pinula | III Torneo Internacional Sporta 2010              | $ 15.000  | Arturo Salazar    |
| 12.05.–15.05. | Amman                 | Novartis Squash Open 2010                         | $ 3.000   | Adel El Zarka     |
| 17.05.–22.05. | Kairo                 | Sky Open 2010                                     | $ 150.000 | Karim Darwish     |
| 18.05.–23.05. | San Salvador          | Tour de las Americas – El Salvador Open 2010      | $ 6.750   | Jan Koukal        |
| 19.05.–22.05. | Atlanta               | Atlanta Open 2010                                 | $ 10.000  | Chris Ryder       |
| 26.05.–29.05. | Kuala Lumpur          | NSC Series No.2 (Super Satellite) 2010            | $ 6.000   | Karim Abdel Gawad |
| 26.05.–29.05. | Dourados              | 1st Cerdil Squash Open 2010                       | $ 10.000  | Jan Koukal        |
| 28.05.–30.05. | Perth                 | City of Perth International Squash Challenge 2010 | $ 3.000   | Mike Corren       |

### Juni
| Datum         | Ort          | Turnier                                                 | Preisgeld | Sieger           |
| ------------- | ------------ | ------------------------------------------------------- | --------- | ---------------- |
| 03.06.–06.06. | Maidstone    | Kent Open 2010                                          | $ 10.675  | Alan Clyne       |
| 05.06.–07.06. | Kalgoorlie   | Golden Open PSA International 2010                      | $ 3.650   | Mike Corren      |
| 10.06.–13.06. | La Ciotat    | La Ciotat International Squash Open 2010                | $ 10.000  | Borja Golán      |
| 14.06.–19.06. | Toulouse     | Squash Open Movida/Toulouse International 2010          | $ 15.000  | Borja Golán      |
| 15.06.–18.06. | Hawally      | Jena Real Estate Squash Champs 2010                     | $ 10.000  | Farhan Mehboob   |
| 18.06.–20.06. | Adelaide     | South Australian Open 2010                              | $ 6.000   | Mike Corren      |
| 18.06.–20.06. | Chicago      | Squashlife.com & Metro Squash Open 2010                 | $ 3.000   | Lewis Walters    |
| 22.06.–25.06. | Islamabad    | PSF CAA Pakistan International Squash Circuit – II 2010 | $ 12.000  | Aamir Atlas Khan |
| 23.06.–26.06. | Kuala Lumpur | NSC Series No.3 (Super Satellite) 2010                  | $ 6.000   | Andrew Wagih     |

### Juli
| Datum         | Ort             | Turnier                                          | Preisgeld | Sieger                 |
| ------------- | --------------- | ------------------------------------------------ | --------- | ---------------------- |
| 02.07.–04.07. | Melbourne       | Victorian Open 2010                              | $ 6.000   | Zac Alexander          |
| 08.07.–11.07. | Bellerive       | Tasmanian Open 2010                              | $ 3.000   | Mike Corren            |
| 17.07.–18.07. | Sydney          | NSW Classic 2010                                 | $ 6.000   | Zac Alexander          |
| 17.07.–20.07. | Alexandria      | Alexandria International Open 2010               | $ 6.000   | Amr Mansi              |
| 19.07.–24.07. | Kuala Lumpur    | CIMB Malaysian Open Squash Championships 2010    | $ 52.500  | Mohd Azlan Iskandar    |
| 20.07.–25.07. | Goiânia         | Tour de las Americas – Inove Open de Squash 2010 | $ 10.000  | Rafael Alarçón         |
| 29.07.–01.08. | Pachuca de Soto | Bicentenario Open Pachuca Mexico 2010            | $ 16.175  | Miguel Ángel Rodríguez |
| 30.07.–01.08. | Rockhampton     | The Rock Building Society Queensland Open 2010   | $ 3.500   | Steven Finitsis        |